# Gordon Jackson (motociclista)
Gordon Leonard Jackson, més conegut com a Gordon Jackson   (Kent, 28 de desembre de 1931 - Charente, 7 de juliol de 2024), va ser un pilot de trial anglès que va destacar en aquest esport durant la dècada de 1950 i començaments de la de 1960. Sempre amb l'AJS oficial, aconseguí dos Campionats britànics (1955 i 1958), tres victòries al British Experts Trial (1957, 1958 i 1961) i quatre als Sis Dies d'Escòcia (1956, 1958, 1960 i 1961). Jackson és recordat especialment per la seva darrera victòria a Escòcia, la de 1961, la qual aconseguí després d'haver marcat un únic punt de penalització al final dels sis dies. El seu rècord estigué vigent en solitari fins al 2017, quan Dougie Lampkin l'igualà, però mai ningú no ha aconseguit superar-lo.
El 1980, força anys després d'haver-se retirat, Gordon Jackson va guanyar el Campionat britànic de trial en automòbil, esdevenint així l'únic a haver guanyat aquest campionat sobre dues i quatre rodes.

## Biografia

### Els primers anys
El seu pare, amo d'una granja a Kent, era un gran afeccionat al motociclisme que feia excursions sovint amb la seva Matchless pels voltants de Box Hill, a Surrey. A només nou anys, Gordon comprà la seva primera motocicleta, una Norton 500 de 1928, sense dir-li-ho al pare. Quan aquest la veié, la va vendre i l'hi va canviar per una de més petita, equipada amb motor Villiers de 125 cc, més apropiada per a la seva curta edat. Amb aquella moto, Jackson practicà molt per la granja familiar.
El 1948, a setze anys, participà en la seva primera cursa, un scramble -nom del motocròs a l'època- a Brands Hatch (a uns 13 km de casa seva). Poc després, presencià un trial i va decidir provar aquesta modalitat. Quan va haver estalviat prou, es va comprar una Matchless 350, s'apuntà al motoclub Double Five Kent (amb seu a Biggin Hill) i debutà en un trial local. Aquell mateix dia conegué un altre debutant, Johnny Giles (futur pilot de renom en scramble, trial i enduro), amb qui mantingué una gran amistat tota la seva vida.
Jackson aconseguí la seva primera victòria important al Williams trophy trial del Rochester Club a l'octubre de 1950. El 1951 es comprà una Matchless 500 amb la qual començà a participar, sempre acompanyat de Giles, en proves més allunyades de la zona, entre elles la 500cc cup del Southern Experts i el Travers Trial de Northumberland, on aconseguí un premi de primera classe. De tornada a Kent, l'endemà diumenge, tots dos amics participaren al trial del club Double Five, on Giles guanyà i Jackson fou segon. Els èxits i l'habilitat de Gordon Jackson varen fer que Hugh Viney, pilot i director esportiu d'AMC, s'hi fixés i a finals de 1951 el convidés a la fàbrica, a Plumstead. Viney li deixà motos oficials, inicialment una AJS 500 i, poc després, una 350 encara més competitiva amb la qual Jackson aconseguí diverses victòries, entre elles una a la 350 cup del prestigiós Cotswold trial (on fou segon darrere del propi Viney).

### Pilot oficial d'AJS
El 1952, ja amb l'AJS 350 de fàbrica, aconseguí el tercer lloc als seus primers Sis Dies d'Escòcia i la victòria al Southern trial. En aquells moments, el seu amic Giles ja competia amb sengles Triumph de fàbrica en trial i motocròs i, fins i tot, participà als ISDT de Bad Aussee (Àustria). El 1953, Jackson començà a córrer scrambles de forma regular i el 1954 seguí fent-ho amb èxit, tot i que la seva prioritat, segons ordres de Viney, eren els trials. Aquell any, participà, al costat de Hugh Viney, en un enduro de tres dies als Alps austríacs amb sengles AJS 500cc bicilíndriques. Tots dos hi aconseguiren la medalla d'or. Al setembre, Jackson participà amb la mateixa moto als ISDT de Llandrindod Wells (Gal·les), on per culpa d'una fuita al dipòsit acabà amb medalla d'argent. L'any següent, a Gottwaldov (Txecoslovàquia), un altre problema mecànic l'apartà de la medalla d'or.
El 1955, l'any en què aconseguí el seu primer títol de Campió britànic de trial, participà juntament amb altres corredors anglesos en una cursa de motocròs a Calais, França, on davant 35.000 espectadors fou segon amb la seva Matchless 500 darrere del seu amic Giles amb la Triumph. Aquell any, a més, tot i no guanyar l'exigent Scott Trial sí que hi fou el pilot més ràpid, un èxit que repetí l'any següent (en totes dues ocasions, el guanyador en fou John Brittain). El 1956 aconseguí la seva primera victòria als Sis Dies d'Escòcia, un èxit que repetí tres vegades més en qüestió de pocs anys. Malgrat que Gordon Jackson va protagonitzar una carrera tan reeixida, no va poder viure en exclusiva de l'esport: al contrari que els pilots oficials d'altres marques, com ara els de BSA, Jackson no cobrava un sou fix d'AMC, sinó que només en rebia ingressos puntuals en forma de premis en metàl·lic pels seus èxits i, per tant, va haver de compaginar sempre les competicions amb la feina a la granja familiar.
Al llarg de la seva carrera, Gordon Jackson competí contra pilots de la talla de Sammy Miller, Hugh Viney, Jeff Smith, Arthur Lampkin i Artie Ratcliffe, però fou sobretot la seva rivalitat amb Sammy Miller la que ha passat a la història del trial. Els seus duels amb el nord-irlandès als Sis Dies d'Escòcia durant un quinquenni, l'un amb l'AJS i l'altre amb l'Ariel oficials, són recordats pels afeccionats com a uns dels més èpics d'aquesta dura prova. Casualment, fou Sammy Miller qui, ben entrat el segle XXI, va trobar i restaurar l'AJS amb què Gordon Jackson aconseguí la seva històrica victòria el 1961.

### La victòria de 1961
De tots els èxits que assolí Gordon Jackson, el més recordat és la seva victòria als Sis Dies d'Escòcia de 1961 amb un sol punt de penalització. Fou el primer a aconseguir aquesta fita i calgué esperar al 2017 perquè un altre guanyador, en aquest cas Dougie Lampkin, marqués una puntuació tan baixa. La victòria de Jackson té encara més mèrit si es compara amb la puntuació del segon classificat, Samy Miller, amb només quatre punts més que ell (5 en total). Malgrat que això ha fet que l'edició d'aquell any hagi estat considerada "fàcil", el fet és que el marge d'error era tan estret que, durant els sis dies que durà, els aspirants a la victòria varen lliurar una autèntica "guerra de nervis".
Jackson posà el seu famós únic peu el segon dia de la prova, dimarts 2 de maig, a Grey Mare’s Ridge. Casualment, en aquells moments el periodista Peter Howdle era a la zona i gràcies a ell en quedà constància gràfica. La imatge de Gordon Jackson recolzant el peu a la sub-secció superior del grup de seccions de Grey Mare’s Ridge és una de les més icòniques de la història del trial (el propietari del copyright n'és l'empresa Mortons Motorcycle Media Ltd, de Hornchurch). El jutge de zona que li anotà la penalització fou un jove d'Edimburg de 17 anys, David Johnston, qui actualment resideix al Canadà.
El 2011, any del cinquantè aniversari de la seva fita i del centenari de la primera edició dels Sis Dies d'Escòcia, Gordon Jackson fou homenatjat a Fort William durant la celebració de la prova.

### L'AJS 187BLF
Gordon Jackson aconseguí la seva fita a bord de la coneguda com a "AJS 187BLF" (ja que aquest era el seu número de matrícula), una unitat del model AJS 16C de carrera curta de 350cc que AMC va construir específicament per a aquell esdeveniment. La moto ha esdevingut una de les més famoses de la història del trial, al costat de la mítica Ariel GOV 132 de Sammy Miller.
Bert Thorn, cap de vendes de Comerfords (el famós establiment distribuïdor de motocicletes esportives de Thames Ditton, Surrey), va demanar immediatament després de la victòria de Jackson cent rèpliques de la seva AJS, però la fàbrica mai no va servir la comanda. Quan Gordon Jackson es retirà, a finals de 1962, la seva cèlebre AJS 187BLF passà a mans d'un altre Gordon, Gordon Blakeway, pilot també de fàbrica. Cap a 1965, però, com que AMC no es podia permetre pagar la bonificació de Blakeway li van vendre la moto i en van deduir el preu de la liquidació final. Blakeway, al seu torn, se la va vendre poques setmanes després i, durant dècades, la famosa 187BLF estigué desapareguda. Pels volts del 2011, la moto fou descoberta en molt mal estat. Sammy Miller la restaurà al seu taller de New Milton, Hampshire, i des d'aleshores es pot admirar al seu famós Museu. L'AJS 187BLF és propietat actualment de The Sammy Miller Museum Trust.

### Retirada
Cap al 1962, Jackson dirigia una granja pròpia amb la seva dona, Peggy, amb qui s'havia casat el 1957. A 30 anys, amb fills per pujar, el campió decidí d'abandonar la competició a finals d'aquell any. Quasi dues dècades més tard, Jackson es va comprar un cotxe de trial i, amb la Peggy de copilot, guanyà el campionat britànic de l'especialitat l'any 1980.
Des de febrer del 2017, el Sunbeam Motorcycle Club organitza anualment un trial en honor seu, el Gordon Jackson Trial, el qual és puntuable per al Campionat britànic. Jackson havia pertangut a aquest motoclub durant anys i arribà a ser-ne capità.

## Mort
Gordon Jackson es va morir després d'una llarga malaltia el juliol del 2024 al sud del departament francès de la Charente, on feia anys que residia. Vidu de feia anys, va deixar dos fills, Drew i Ross.

## Palmarès
| Any  | Motocicleta | SSDT | Experts | C. Brit. |
| ---- | ----------- | ---- | ------- | -------- |
| 1952 | AJS         | 3r   | ?       | 2n       |
| 1953 | AJS         | 2n   | ?       | 2n       |
| 1954 | AJS         | 3r   | ?       | 3r       |
| 1955 | AJS         | 3r   | ?       | 1r       |
| 1956 | AJS         | 1r   | 2n      | 2n       |
| 1957 | AJS         | ?    | 1r      | ?        |
| 1958 | AJS         | 1r   | 1r      | 1r       |
| 1959 | AJS         | 2n   | ?       | 2n       |
| 1960 | AJS         | 1r   | ?       | 4t       |
| 1961 | AJS         | 1r   | 1r      | 2n       |
| 1962 | AJS         | 2n   | ?       | ?        |

Jackson-Miller (comparativa de resultats als SSDT)
Gordon Jackson portava uns quants anys competint amb èxit als Sis Dies d'Escòcia quan Sammy Miller hi va començar a participar regularment, a partir del 1958. Des d'aleshores i fins a la retirada de Jackson, el 1962, ambdós campions varen mantenir una gran rivalitat a la dura prova i, anualment, l'un i l'altre se'n disputaven la victòria. No fou fins al darrer any d'activitat de Jackson que Miller aconseguí guanyar-lo i començar així la seva etapa d'èxits a Escòcia, que el va portar a assolir-hi cinc victòries entre aquell any i el 1968.
| Any  | Jackson | Miller |
| ---- | ------- | ------ |
| 1958 | 1r      | 2n     |
| 1959 | 2n      | 3r     |
| 1960 | 1r      | ?      |
| 1961 | 1r      | 2n     |
| 1962 | 2n      | 1r     |